# بحيرة سوان
بحيرة سوان (بالإنجليزية: Swan Lake) هي منطقة رطبة تقع في مقاطعة نيكوليت بولاية مينيسوتا الأمريكية. تم إدراجها في السجل الوطني للأماكن التاريخية في عام 1979 كأحد أكبر وأهم الأراضي الرطبة في جنوب مينيسوتا.

## الوصف
تغطي بحيرة سوان مساحة كبيرة من الأراضي الرطبة في مقاطعة نيكوليت، وتعد من المناطق المهمة بيئيًا نظرًا لدورها في دعم التنوع البيولوجي، حيث تُعد موطنًا مهمًا للطيور المائية والحياة البرية الأخرى. كانت البحيرة موقعًا مهمًا للصيد والأنشطة الترفيهية، كما أنها ذات أهمية بيئية نظرًا لدورها في تنقية المياه والسيطرة على الفيضانات.

## الأهمية التاريخية
تم إدراج بحيرة سوان في السجل الوطني للأماكن التاريخية لما لها من قيمة بيئية وتاريخية كأرض رطبة كبيرة نسبياً في جنوب مينيسوتا، في وقت تم فيه تحويل العديد من الأراضي الرطبة الأخرى في المنطقة إلى أراضٍ زراعية.